# Північний Берег (Квебек)

Північне Узбережжя (фр. Côte-Nord — «Кот-Нор») — адміністративний регіон на північному сході провінції Квебеку (Канада). Розташований на північному березі річки Святого Лаврентія, між провінцією Ньюфаундленд і Лабрадор і квебекськими регіонами Сагне-Ляк-Сен-Жан і Північ Квебеку. У списку регіонів має умовний номер «09».
Економіка, переважно, базується на рибній ловлі, лісозаготівлях та шахтах.

## Демографія

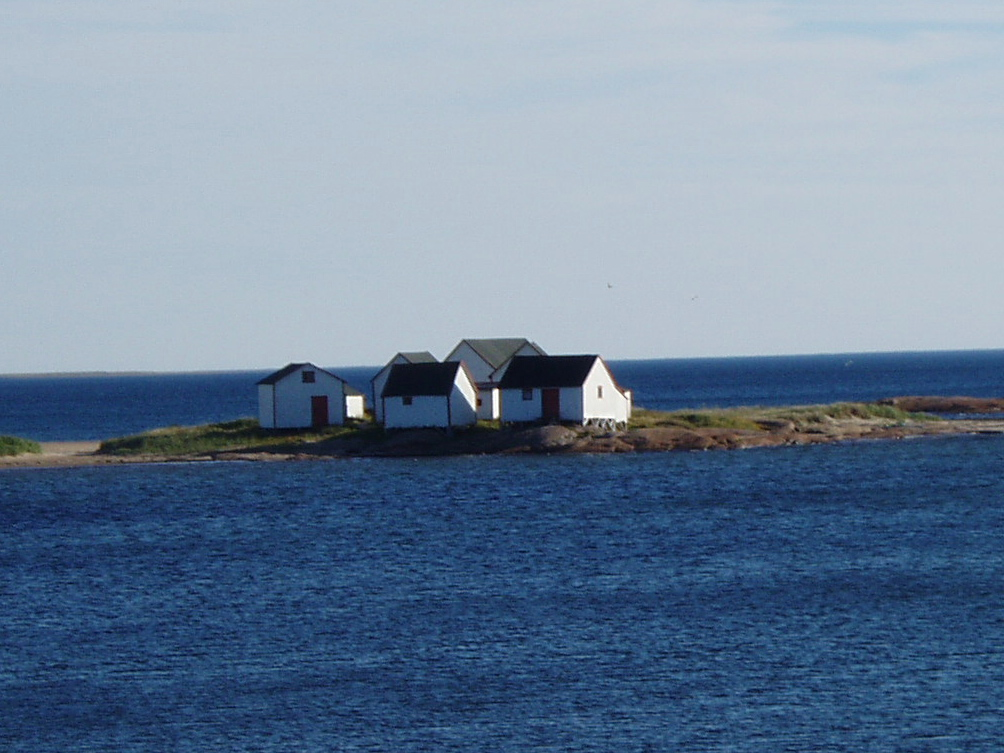
Galets de Natashquan

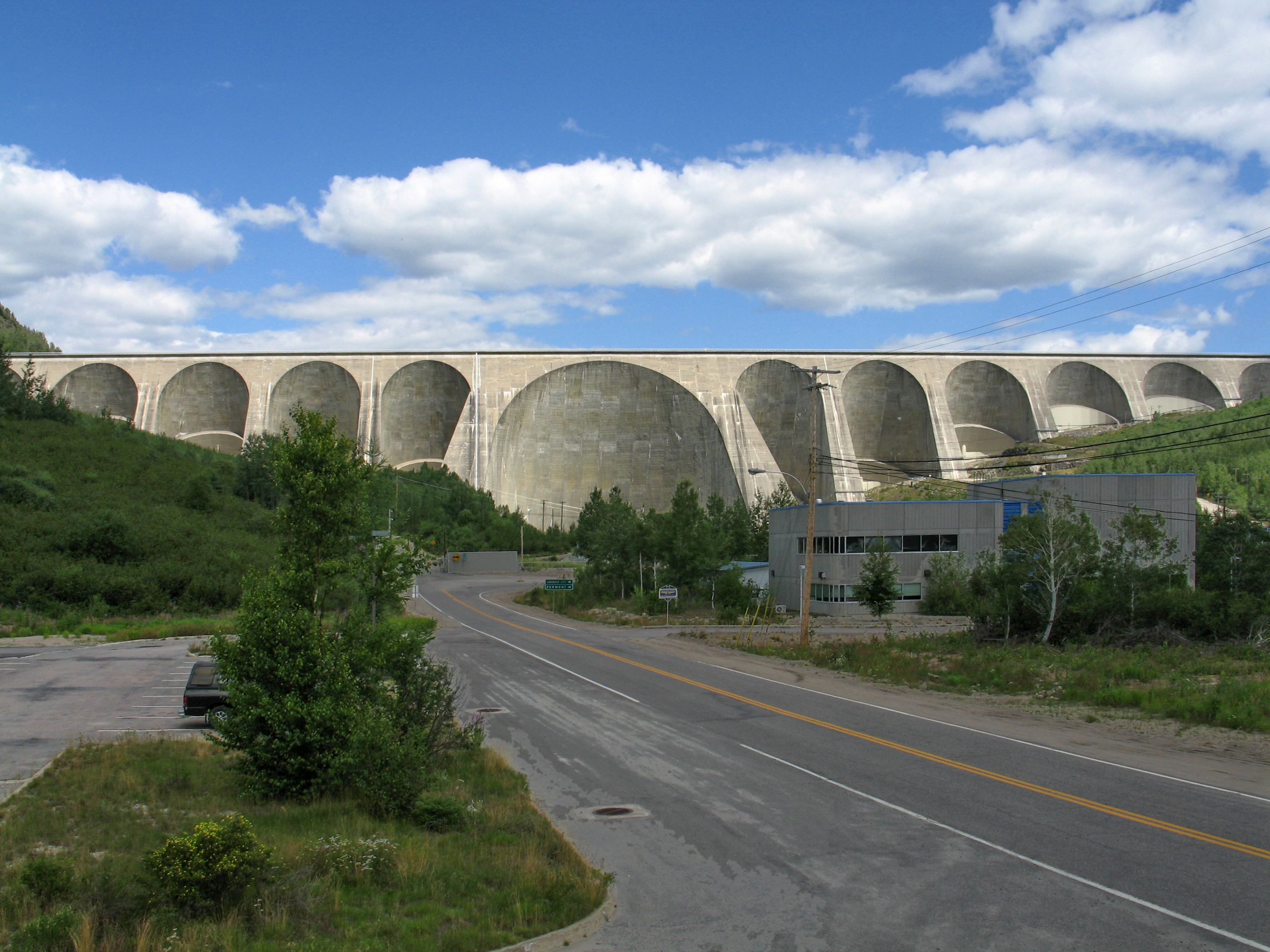
гребля Данієль-Джонсон (Barrage Daniel-Johnson)

- Населення: 96 861 (2004)
- Площа: 236,7 тис. км²
- Щільність: 0,4 осіб/км²
- Народжуваність: 10,8‰ (2006)
- Смертність: 6,3‰ (2006)

Джерело: Інститут статистики Квебеку
|                                                       | 1951   | 1961   | 1971   | 1981    | 1991   | 2001   | 2006   |
| ----------------------------------------------------- | ------ | ------ | ------ | ------- | ------ | ------ | ------ |
| От-Кот-Нор (La Haute-Côte-Nord)                       | 10 839 | 15 162 | 14 952 | 14 668  | 13 303 | 12 894 | 12 303 |
| Манікуаган (Manicouagan)                              | 12 413 | 20 091 | 32 001 | 35 357  | 34 232 | 33 620 | 33 052 |
| Сет-Рів'єр — Каніапіско (Sept-Rivières — Caniapiscau) | 5 394  | 19 467 | 29 140 | 47 114  | 38 287 | 38 931 | 38 661 |
| Менгані — Басс-Кот-Нор (Minganie — Basse-Côte-Nord)   | 8 696  | 10 249 | 11 491 | 11 530  | 10 913 | 12 321 | 11 895 |
| Увесь Північний Беріг                                 | 37 342 | 64 969 | 87 584 | 108 669 | 96 735 | 97 766 | 95 911 |